# Юо, Марсель
Марсель Юо (фр. Marcel Huot; 9 сентября 1896, Эперне — 23 апреля 1954, Пантен) — французский шоссейный велогонщик, выступавший на профессиональном уровне в период 1921—1931 годов. Победитель и призёр многих крупных гонок своего времени, в том числе одного из этапов «Тур де Франс».

## Биография
Марсель Юо родился 9 сентября 1896 года в городе Эперне департамента Марна, Франция.
Дебютировал в шоссейном велоспорте на профессиональном уровне в сезоне 1921 года, когда выиграл гонку «Париж — Армантьер» и стал третьим на «Париж — Сент-Этьен».
В 1922 году присоединился к команде JB.Louvet-Soly и отметился победой в гонке Circuit de Roanne.
В 1923 году в составе команды Griffon-Dunlop впервые в карьере принял участие в супервеломногодневке «Тур де Франс» — благополучно преодолел все этапы, закрыв десятку сильнейших генеральной классификации.
В 1924 году вновь выступил на «Тур де Франс», но на сей раз сошёл с дистанции, не показав никакого результата.
Будучи гонщиком Alcyon-Dunlop, в 1925 году стал третьим в однодневной гонке «Париж — Анже».
На «Тур де Франс» 1926 года стартовал от команды Météore-Wolber, но вновь вынужден был сняться с гонки досрочно.
В 1927 году представлял команды Dilecta-Wolber и Thomann-Dunlop, отметился выступлением на «Тур де Франс», финишировал вторым в однодневной гонке «Париж — Брюссель», уступив здесь только представителю Люксембурга Николя Францу.
На «Тур де Франс» 1928 года выступал за команду Alleluia-Wolber, и это выступление оказалось самым успешным в его карьере — Юо одержал победу на 19 этапе, тогда как в генеральной классификации стал девятым.
В 1929 и 1930 годах в шестой и в седьмой раз участвовал в «Тур де Франс», но в обоих случаях снялся с гонки.
Последний раз выступал на профессиональном уровне в 1931 году в составе команды Olympique-Dunlop.
Умер 23 апреля 1954 года в коммуне Пантен департамента Сен-Сен-Дени в возрасте 57 лет.